# Buloh (Delima)
Buloh is een bestuurslaag in het regentschap Pidie van de provincie Atjeh, Indonesië. Buloh telt 444 inwoners (volkstelling 2010).